# Castello-Molina di Fiemme
Castello-Molina di Fiemme är en kommun i provinsen Trento i regionen Trentino-Sydtyrolen i Italien. Kommunen hade 2 325 invånare (2018).